# Louis Marvy
Louis Gervais Marvy, né le 15 mai 1815 à Jouy-en-Josas et mort le 15 novembre 1850 à Paris, est un dessinateur paysagiste et graveur français. 

## Biographie

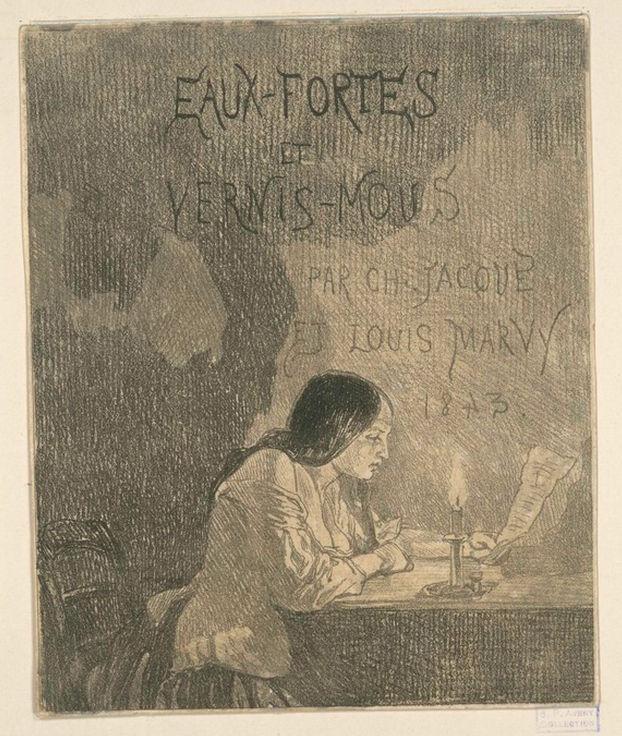
Eaux-fortes et vernis mou (1843), album exécuté en compagnie de Charles Jacque.

Paysage : crépuscule, eau-forte de Ch. Jacque d'après un tableau de Marvy.

Il débuta comme peintre sur textiles à la Manufacture de toiles de Jouy-en-Josas, puis travailla comme dessinateur dans une maison de commerce parisienne. Il se consacra entièrement à l'art à partir de 1838, et apprit la gravure auprès d'Eugène Nyon. Pratiquant les techniques de l'eau-forte puis celle, tombée en déshérence, du vernis mou (qu'il réhabilita), il devint un aquafortiste renommé, ayant la réputation d'être un fin graveur et un coloriste raffiné.
Le contenu de sa production atteste sa nette prédilection pour les sujets paysagistes. Il exposa régulièrement ses eaux-fortes au Salon de peinture de Paris de 1842 à 1848. Il publia les albums de paysages dessinés durant ses voyages. Il fut l'illustrateur de nombreux livres (notamment les Contes de Perrault) et dessina également pour les journaux, principalement L'Artiste et Le Magasin pittoresque.
Outre sa production personnelle, Marvy grava les œuvres de nombreux autres artistes. Ne s'en tenant pas au répertoire de ses contemporains (notamment les paysagistes Jules Dupré, Théodore Rousseau, Charles Le Roux, Diaz, Louis-Nicolas Cabat et Alexandre-Gabriel Decamps), il fut également un des premiers graveurs à reproduire en planches les tableaux des grands maîtres anciens (en particulier l'intégrale des œuvres de Rembrandt) pour les diffuser auprès du public.[réf. nécessaire]
Contraint à se réfugier à Londres lors des troubles de 1848, Marvy y fut accueilli et aidé par le romancier britannique Thackeray, dont il avait été le camarade d'atelier lorsque ce dernier avait entamé des études artistiques à Paris en 1832. Thackeray lui trouva de l'ouvrage au célèbre journal satirique Vanity Fair et l'introduisit auprès de Sir Thomas Baring, dont Marvy put ainsi graver la prestigieuse collection d'œuvres des grands maîtres paysagistes anglais. Thackeray rédigea d'ailleurs les notices explicatives du recueil réunissant ces reproductions, publié sous le titre de Sketches after English Landscape Painters (Londres, 1850).
Louis Marvy était un ami personnel d'Eugène Delacroix et de Paul Gavarni. Il fut le maître de Léo Drouyn et eut aussi pour élèves Léon Villevieille et Adolphe Pierre Riffaut. Disparu prématurément, il fut enterré au cimetière Montmartre.

## Contributions bibliophiliques
- Camille Leynadier, Histoire des peuples et des révolutions de l'Europe depuis 1789 jusqu'à nos jours, tome quatrième, quarante gravures sur acier par Th. Guérin, Eugène Leguay et Louis Marvy, Henri Morel éditeur, Paris, 1847.